# Staartletter

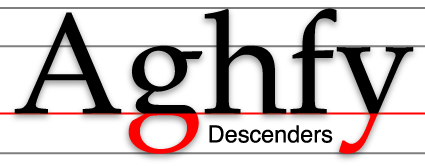
g en y zijn staartletters

Een staartletter is een letter waarvan een gedeelte onder de zetlijn uitsteekt.
Onderkastletters (kleine letters) worden ingedeeld in:
- letters met dezelfde hoogte als de x (de x-hoogte)
  - a · c · e · i · m · n · o · r · s · u · v · w · x · z
- stokletters, die boven de x uitsteken:
  - b · d · f · h · k · l · t · þ ·ð
  - ſ + (s of z) = ß
- staartletters:
  - g · j · p · q · ij · y · þ en de cursieve letters f, ß en ſ (lange s)

Staartletters hebben een staart: een onder de zetlijn uitstekend gedeelte. Dit geldt doorgaans alleen voor de kleine letters. De overeenkomstige hoofdletters zijn meestal niet hoger of lager dan andere hoofdletters.
Afhankelijk van het lettertype zijn er meer of minder cursieve staartletters; de cursieve z van Monotype Garamond series 156 en 174 is een voorbeeld. Ook zijn er lettertypen waarbij bijvoorbeeld de kapitalen C, G, J en Q niet op de zetlijn staan, maar eronder eindigen. Vooral bij cursieve "swash"-kapitalen komt dit voor.
De tegenhanger van staartletters zijn stokletters. Soms wordt de term staartletter overigens voor beide typen gebruikt, zowel voor stokletter als voor staartletter in engere zin.
Bij een lettertype als Times New Roman is de lengte van de staartletters tot een absoluut minimum teruggebracht. Op die manier kon er veel meer tekst op een krantenpagina zonder dat dit veel invloed had op de leesbaarheid van de regels. De bovenste helft van een letter is veel belangrijker voor het herkennen van letters dan de onderste helft.
Voor luxer drukwerk waren er bij Monotype ook matrijzen voor "long descenders" verkrijgbaar. Deze verlengde staartletters geven aan een lettertype prompt een heel ander uiterlijk: tussen de regels is er meer wit of interlinie, en daardoor ook verandert de "kleur" van de pagina.

## Letters met zowel een stok als een staart
In het moderne Latijnse schrift is de letter þ (thorn, onder meer gebruikt in het IJslands) de enige letter die in romein zowel een stok als een staart heeft. In cursief schrift geldt dit tevens voor de f en, in oudere typografie, voor de ſ (lange s). Voorbeelden van dergelijke letters in andere schriftsoorten zijn de Griekse ϕ (phi) en de Russische ф.